# Braulio Carrillo Colina
Braulio Evaristo Carrillo Colina (Cartago, Provincia de Costa Rica, 20 de marzo de 1800-Sociedad, El Salvador, 15 de mayo de 1845) fue un abogado, comerciante y político costarricense. Fue jefe de Estado de Costa Rica en dos períodos: el primero electo democráticamente entre 1835 y 1837, y el segundo como gobernante de facto entre 1838 y 1842. Responsable de una obra monumental en lo jurídico, político, fiscal, hacendario y económico, sus gobiernos se consideraron fundamentales en la formación del Estado, por lo que es reconocido como "Arquitecto del Estado Costarricense". Además, Carrillo es el responsable de recuperar la soberanía política de Costa Rica al separarla definitivamente de la República Federal de Centroamérica el 14 de noviembre de 1838, y erigirla como un Estado soberano e independiente. Fue declarado Benemérito de la Patria en 1971.

## Biografía
Carrillo Colina nació en Cartago, el 20 de mayo de 1800. Hijo de Benito Carrillo Vidamartel y María de Jesús Colina Gutiérrez. Hizo sus estudios de Derecho en la Universidad Nacional Autónoma de Nicaragua en Nicaragua.
Antes de ser jefe de Estado, desempeñó varios cargos públicos, entre ellos: magistrado y presidente interino de la Corte Superior de Justicia, y diputado del Congreso Constitucional de Costa Rica.
En 1828 fue elegido Diputado de Costa Rica ante el Congreso de la República Federal de Centro América por un período de dos años, y durante un breve período fue Presidente del Congreso de Costa Rica. En 1834 fue enviado otra vez como representante de Costa Rica al Congreso Federal Centroamericano.

## Jefe de Estado
En 1835, José Rafael Gallegos Alvarado renunció como Jefe del Estado Libre de Costa Rica, y Braulio Carrillo fue elegido jefe de Estado para terminar el período de Gallegos, luego de que el poder legislativo declarara nula la titularidad del vicejefe de Gallegos, Manuel Fernández Chacón.
Casi de inmediato eliminó la Ley de la Ambulancia, lo cual originó descontento en Alajuela, Cartago y Heredia. De esta manera empezó la segunda guerra civil de Costa Rica, o Guerra de la Liga. Después de quince días de combate ganaron las tropas del gobierno y San José se consolidó como capital de Costa Rica.
En 1836 la República de la Nueva Granada ocupó el territorio de Bocas del Toro, heredado después por la República de Panamá. Ante esta pérdida del territorio nacional la República Federal de Centro América no hizo nada.
Braulio Carrillo fue candidato para reelegirse en las votaciones de 1837, pero fue derrotado por Manuel Aguilar Chacón, cuya política tendía a robustecer los nexos de Costa Rica con la República Federal, algo a lo que Carrillo era contrario. Aguilar fue derrocado en 1838, y los militares de San José restablecieron a Braulio Carrillo como jefe de Estado.
El 15 de noviembre de 1838, la Asamblea Legislativa de Costa Rica declaró que este Estado quedaba separado de manera definitiva de la República Federal de Centro América y así Costa Rica se convirtió en un país soberano.

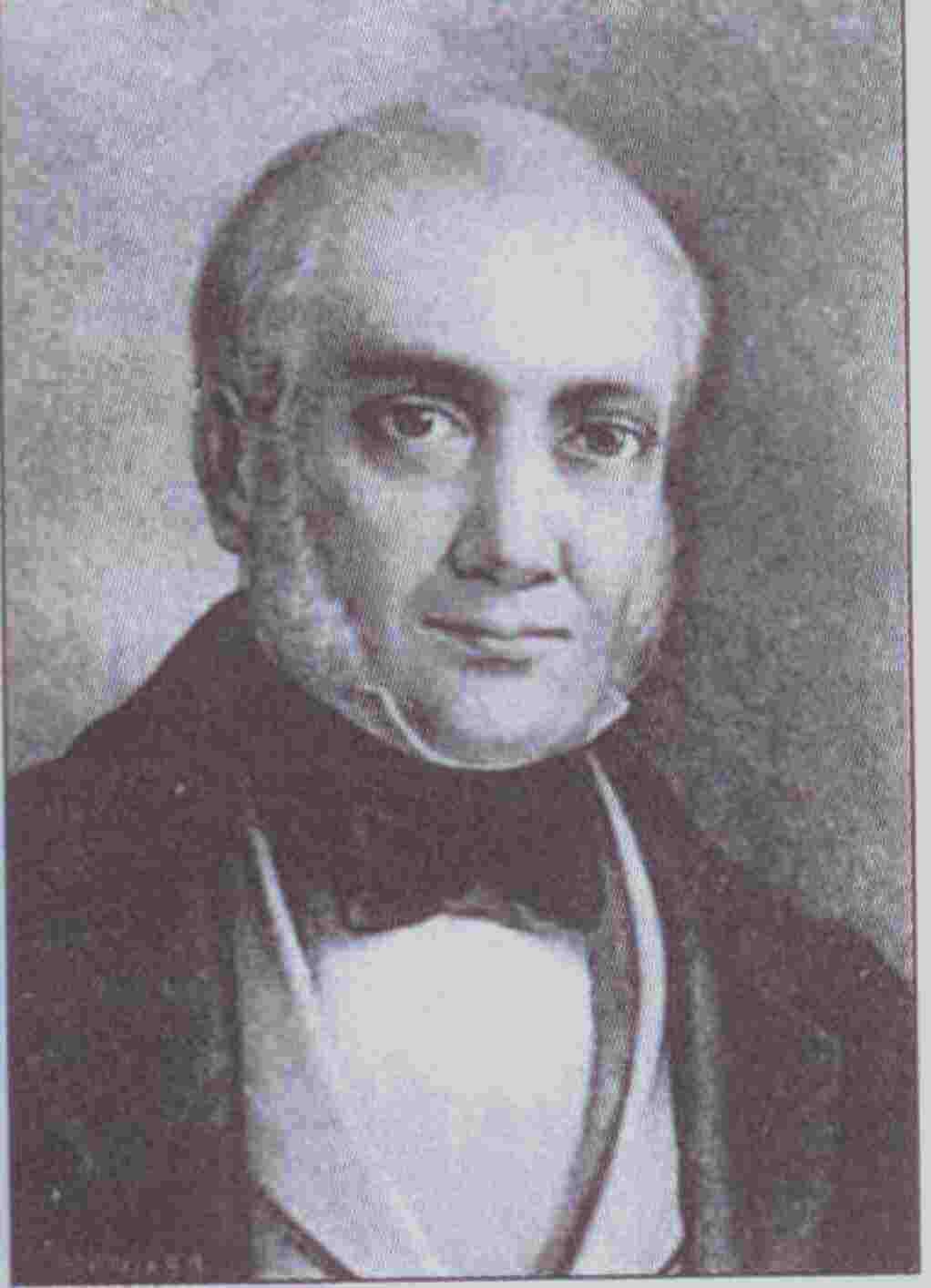
"Carrillo podría tener unos cincuenta años. Era pequeño de cuerpo y grueso; sencillo pero cuidadoso en su modo de vestir. En su rostro se pintaba una resolución inquebrantable. Su casa era lo bastante republicana y nada había en ella que la distinguiese de la de cualquier otro ciudadano".
John Lloyd Stephens. 1840.

En 1840, Carrillo convirtió la ciudad de Puntarenas en el principal puerto comercial de Costa Rica en el Océano Pacífico, y nombró un gobernador designado para trazar sus primeras calles, avenidas y cuadras, con lo que se trasladó la actividad portuaria principal de Caldera a Puntarenas.
En 1841, la Asamblea redactó el Código General del Estado de Costa Rica, el primer código jurídico de Costa Rica, aprobado por el jefe de Estado Braulio Carrillo Colina. Ese mismo año emitió la Ley de Bases y Garantías o Decreto de Bases y Garantías, donde se declaró que el jefe de Estado de Costa Rica sería vitalicio e inamovible (iniciando con él), incluyendo más poder para el desarrollo el país.
Con el poder como dictador, impulsó varios cambios en Costa Rica, tanto que se le conoce como el Arquitecto del Estado Nacional Costarricense. Prohibió la vagancia y el vicio, y a la vez hizo que todos los ciudadanos vivieran bajo un código de honradez, moralidad y trabajo. Impulsó enormemente el desarrollo de Costa Rica e introdujo el orden en la Administración Pública.
Organizó los Tribunales de Justicia, apoyó el cultivo y exportación de café, e intentó abrir un camino para carretas entre el Valle Central y Matina en el Mar Caribe. Este proyecto era difícil, pues el camino debía atravesar muchos kilómetros de jungla tropical muy lluviosa, y se debían construir varios puentes sobre ríos caudalosos y anchos. Aun así, Don Braulio insistió en la importancia de enlazar a Costa Rica al mercado internacional del Océano Atlántico.
El proyecto de la carretera a la costa atlántica no pudo culminarse, pues Don Braulio Carrillo fue derrocado en 1842. No obstante, debido a ese esfuerzo en la actualidad la carretera que va de San José a Limón lleva su nombre, igual que el Parque Nacional Braulio Carrillo.
En 1839 el hondureño Francisco Morazán fue depuesto como presidente de la República Federal de Centro América. Sin embargo, para 1842 los conservadores de Cartago querían derrocar a Don Braulio Carrillo para restablecer la capital en Cartago, por eso se contactaron con Morazán y sus hombres leales para que invadiera Costa Rica. De esta manera el general Francisco Morazán tomó este país a través del Pacto del Jocote el 11 de abril de 1842, y seguidamente expulsó a Braulio Carrillo Colina de Costa Rica.
Para cuando Braulio Carrillo fue depuesto, ya había consolidado la economía cafetalera que unió a Costa Rica al mundo y cambió para siempre la economía, sociedad, cultura y política de este país.
Carrillo se radicó en El Salvador, donde fue asesinado en la jurisdicción del pueblo de Sociedad el 15 de mayo de 1845. En 1971, la Asamblea Legislativa de Costa Rica lo declaró Benemérito de la Patria. En 1972, sus restos fueron traídos a Costa Rica y enterrados en San Rafael de Oreamuno.

## Principales logros de su gobierno
Braulio Carrillo fue uno de los primeros costarricenses en pensar que Costa Rica podía ser una nación soberana e independiente de Guatemala y de Centroamérica, criterio que no era compartido por muchos, pues había una mayoría que pensaba que una provincia tan atrasada como lo era Costa Rica en esa época no tenía posibilidades de desarrollarse sola. Sin embargo, la situación de los demás países centroamericanos era turbulenta, enzarzados en guerras civiles y luchas intestinas, mientras Costa Rica vivía casi en paz. Su obra de gobierno más importante es el establecimiento de Costa Rica como un Estado autónomo.
- Se abolió la Ley de la Ambulancia y se estableció definitivamente la capital en San José.
- Se impulsó el café y combatió la vagancia y los vicios.
- Se redujo el número de días feriados en 1836.
- Se organizó los Tribunales de Justicia.
- Se pagó la cuota de Costa Rica en la deuda británica de la República Federal de Centro América.
- Se inició la construcción de una carretera entre San José y la costa caribeña.
- Costa Rica se separó de la República Federal de Centro América y asumió su soberanía.
- Se promulgó el Código General del Estado de Costa Rica en 1841.
- Se estableció el Decreto de Bases y Garantías.